# Liste der Baudenkmäler in Pretzfeld
Auf dieser Seite sind die Baudenkmäler in dem oberfränkischen Markt Pretzfeld zusammengestellt. Diese Tabelle ist eine Teilliste der Liste der Baudenkmäler in Bayern. Grundlage ist die Bayerische Denkmalliste, die auf Basis des Bayerischen Denkmalschutzgesetzes vom 1. Oktober 1973 erstmals erstellt wurde und seither durch das Bayerische Landesamt für Denkmalpflege geführt wird. Die folgenden Angaben ersetzen nicht die rechtsverbindliche Auskunft der Denkmalschutzbehörde.

## Baudenkmäler nach Gemeindeteilen

### Eberhardstein
| Lage                       | Objekt                          | Beschreibung | Akten-Nr.     | Bild |
| -------------------------- | ------------------------------- | --- | ------------- | ---- |
| Eberhardstein 2 (Standort) | Ehemalige Mühle, heute Gasthaus | Eingeschossiger Satteldachbau, Wände teils massiv, teils verputzt, Giebel mit Zierfachwerk, 18. Jahrhundert, Dachfläche straßenseitig um ein Fachwerkgeschoss erhöht, um 1900. | D-4-74-161-27 | BW   |

### Hagenbach
| Lage                                       | Objekt                                                           | Beschreibung | Akten-Nr.     | Bild           |
| ------------------------------------------ | ---------------------------------------------------------------- | --- | ------------- | -------------- |
| Geißbuckel, außerhalb des Ortes (Standort) | Jüdischer Friedhof                                               | Grabsteine 18./19. Jahrhundert, Friedhofstor mit Natursteinpfeilern um 1900. | D-4-74-161-31 | weitere Bilder |
| Hagenbach 1; Hagenbach 2 (Standort)        | Ehemaliges Schloss                                               | Langgestreckter zweigeschossiger Walmdachbau, massiv, verputzt, nach 1796 Mit Einfriedungsmauer, Naturstein, 18. Jahrhundert Zugehörig ehemaliges Forsthaus, eingeschossig, Sattel- bzw. Halbwalmdach mit Fachwerkgiebel, zweite Hälfte 18. Jahrhundert, giebelseitig mit leicht niedrigerem abgewalmtem Anbau Stallstadel, massiv mit Satteldach, zweite Hälfte 18. Jahrhundert Nebengebäude, massiv mit Walmdach und Aufzugsgaube | D-4-74-161-28 | weitere Bilder |
| Hagenbach 7 (Standort)                     | Hirtenhaus                                                       | Erdgeschossiger Walmdachbau, verputzt mit Fachwerkgiebeln, Dachreiter, um 1800 | D-4-74-161-29 | BW             |
| Hagenbach 32 (Standort)                    | Bauernhaus                                                       | Zweigeschossiger traufständiger Satteldachbau, Erdgeschoss massiv, Fachwerkobergeschoss, 18./19. Jahrhundert | D-4-74-161-30 | Bauernhaus     |
| Schlossgarten, auf dem Friedhof (Standort) | Alte Grablegekapelle der Reichsfreien von Seefeld und Buttenheim | Kleiner, dreiseitig geschlossener Saalbau, polygonal abgewalmtes Satteldach, Ziegelbau mit Gliederungen in Sandstein, neugotisch, bezeichnet „1896“ | D-4-74-161-54 | BW             |

### Hetzelsdorf
| Lage                                     | Objekt                                | Beschreibung | Akten-Nr.     | Bild           |
| ---------------------------------------- | ------------------------------------- | --- | ------------- | -------------- |
| Hetzelsdorf 8; Hetzelsdorf 8a (Standort) | Pfarrhof                              | Pfarrhaus, stattlicher zweigeschossiger Walmdachbau über hohem Sockelgeschoss, massiv, verputzt, im Kern 1716, Umbau bezeichnet „1788“ Pfarrscheune, Fachwerk mit Satteldach, 1788 weitgehend neu errichtet, 1948 renoviert, 1995 Ausbau zum Gemeindesaal | D-4-74-161-33 | Pfarrhof       |
| Hetzelsdorf 30 (Standort)                | Bauernhof                             | Eingeschossiger giebelständiger Wohnstallbau mit Satteldach, Fachwerk verputzt, zweite Hälfte 17. Jahrhundert Massives Backhaus mit Satteldach 17. Jahrhundert Stadel, Fachwerk mit Satteldach, zweite Hälfte 17. Jahrhundert                             | D-4-74-161-34 | BW             |
| Hetzelsdorf 35 (Standort)                | Evangelische Pfarrkirche St. Matthäus | Geräumige Saalkirche mit Querhaus und polygonal geschlossenem Chor mit Sakristeianbau sowie Westturm mit Spitzhelm, Langhaus und Querhaus mit Satteldach, Sandsteinquaderbau, neugotisch, 1899–1901 von Theodor Eyrich; mit Ausstattung                   | D-4-74-161-32 | weitere Bilder |

### Kolmreuth
| Lage                                                       | Objekt                             | Beschreibung | Akten-Nr.     | Bild           |
| ---------------------------------------------------------- | ---------------------------------- | --- | ------------- | -------------- |
| Hut, auf einer Streuobstwiese südlich des Ortes (Standort) | Flurkapelle                        | Massiver Satteldachbau, 1865 als Schutz für den „Kreuzschlaafer“ errichtet, spätbarocke Kreuzschlepperskulptur auf Sockel, Sandstein, bezeichnet „1776“ | D-4-74-161-36 | BW             |
| Kolmreuth 3 (Standort)                                     | Bauernwohnhaus im Stil einer Villa | Freistehender zweigeschossiger Mansardwalmdachbau, massiv, verputzt, Rundtürmchen, barockisierender Jugendstil, 1914/15                                 | D-4-74-161-53 | weitere Bilder |

### Lützelsdorf
| Lage                                                       | Objekt   | Beschreibung                                                         | Akten-Nr.     | Bild     |
| ---------------------------------------------------------- | -------- | -------------------------------------------------------------------- | ------------- | -------- |
| Staatsstraße 2260, an der Straße nach Pretzfeld (Standort) | Wegkreuz | Modernes Steinkreuz, Granit, mit Kunststeinkorpus, bezeichnet „1934“ | D-4-74-161-37 | Wegkreuz |

### Poppendorf
| Lage                     | Objekt       | Beschreibung | Akten-Nr.     | Bild         |
| ------------------------ | ------------ | --- | ------------- | ------------ |
| Poppendorf 4 (Standort)  | Bauernhaus   | Zweigeschossiger giebelständiger Satteldachbau, Erdgeschoss massiv Fachwerkobergeschoss, 18. Jahrhundert, Umbau 1872                    | D-4-74-161-38 | Bauernhaus   |
| Poppendorf 14 (Standort) | Gemeindehaus | Erdgeschossiger Satteldachbau, massiv mit Fachwerkgiebel, Glockentürmchen mit Zwiebelhaube, Neubau 1906 anstelle des alten Hirtenhauses | D-4-74-161-39 | Gemeindehaus |

### Pretzfeld
| Lage                                                     | Objekt                                                          | Beschreibung | Akten-Nr.              | Bild                                                            |
| -------------------------------------------------------- | --------------------------------------------------------------- | --- | ---------------------- | --------------------------------------------------------------- |
| Hauptstraße/Schlossberg (Standort)                       | Ensemble Hauptstraße/Schlossberg                                | Die ansteigende Hauptstraße verfügt über eine nahezu geschlossene, beidseitige Bebauung mit giebel- und traufseitigen Ackerbürger- und Bauernhäusern des 18. und 19. Jahrhunderts. Sie zeichnet sich durch Johann Jakob Michael Küchels barocke Pfarrkirche von 1742 bis 1761 aus, deren reich gegliederter Turm mit den seitlichen Kirchhofportalen in die westliche Häuserzeile tritt. Der Kirchenumgriff wird wesentlich durch Pfarrhaus, Pfarrscheune und Schulhaus sowie die westlich vorgelagerte Bebauung des Schlossbergs bestimmt, die zum Schloss hin vermittelt. | E-4-74-161-1           | Ensemble Hauptstraße/Schlossberg                                |
| Angerteile (Standort)                                    | Sogenannte Angerkapelle                                         | Feldkapelle, dreiseitig geschlossener Satteldachbau mit Steinkreuz über dem Giebel, massiv, verputzt, 1859; mit Ausstattung | D-4-74-161-22          | BW                                                              |
| Angerteile (Standort)                                    | Bildstock                                                       | Reliefs: Taufe des heiligen Johannes, Rückseite Monstranz haltende Engel, Schmalseiten, Vesperbild und heiliger Bischof (Kilian (?)), Sandstein, erste Hälfte 18. Jahrhundert | D-4-74-161-23          | BW                                                              |
| Egloffsteiner Straße 2 (Standort)                        | Bauernhaus in Ecklage                                           | Zweigeschossiger Satteldachbau, Erdgeschoss massiv, Obergeschoss in Fachwerk, nach Brand von 1726 neu errichtet Zugehörige Scheune siehe Nähe Hauptstraße, vergleiche Ensemble Hauptstraße | D-4-74-161-3           | Bauernhaus in Ecklage                                           |
| Egloffsteiner Straße 13 (Standort)                       | Fachwerkstadel                                                  | Hierzu giebelständiger Fachwerkstadel mit Satteldach, um 1671 | D-4-74-161-4           | BW                                                              |
| Geierstoß (Standort)                                     | Bildstock                                                       | Über Säule vierseitiger Aufsatz mit Nischen unter Halbkreisbögen, Sandstein, Ende 17. Jahrhundert | D-4-74-161-20          | BW                                                              |
| Hauptstraße 3 (Standort)                                 | Ehemaliges Badhaus, später Gemein- und Badestube, heute Rathaus | Giebelständiger zweigeschossiger Massivbau, verputzt, flach geneigtes Satteldach mit leichtem Überstand, im Kern eingeschossiger Bau nach Brand 1726, Aufstockung und umfassender Umbau, bezeichnet „1885“ | D-4-74-161-6           | Ehemaliges Badhaus, später Gemein- und Badestube, heute Rathaus |
| Hauptstraße 4; Schulstraße 2a; Trubach (Standort)        | Obere Mühle                                                     | Zweigeschossiger Satteldachbau, massives Erdgeschoss, Fachwerkobergeschoss, äußeres Erscheinungsbild 18. Jahrhundert, im Kern wohl älter Ehemalige zugehörige Fachwerkscheune mit Satteldach, zweite Hälfte 18./erste Hälfte 19. Jahrhundert | D-4-74-161-48          | Obere Mühle                                                     |
| Hauptstraße 6 (Standort)                                 | Fachwerkstadel                                                  | Giebelständiger Satteldachbau, mit verbrettertem Giebel, 18. Jahrhundert | D-4-74-161-7           | Fachwerkstadel                                                  |
| Hauptstraße 11 (Standort)                                | Gasthaus in Ecklage                                             | Zweigeschossiges Satteldachhaus, Erdgeschoss massiv, Obergeschoss mit reichem Fachwerk, bezeichnet „1648“ | D-4-74-161-8           | Gasthaus in Ecklage                                             |
| Hauptstraße 19 (Standort)                                | Wohnhaus                                                        | Zweigeschossiger traufständiger Satteldachbau, Erdgeschoss massiv, Bruchstein, Obergeschoss Fachwerk, teils verputzt, im Kern das ehemalige untere Torhaus der Kirchenanlage des 16. Jahrhunderts, 1775 erweitert, zuletzt 1928 renoviert | D-4-74-161-10          | Wohnhaus                                                        |
| Hauptstraße 21 (Standort)                                | Pfarrhof                                                        | Katholisches Pfarrhaus, zweigeschossiger Satteldachbau, Erdgeschoss massiv, Obergeschoss Fachwerk, verputzt, im Kern um 1660/65, mit bischöflichem Wappenrelief 18. Jahrhundert, Äußeres in jüngerer Zeit verändert Pfarrhofmauer, Bruchstein, 1722 repariert Pfarrstadel, untere Bruchsteinmauern wohl 1687, Fachwerk und Walmdach darüber, zweite Hälfte 18./erste Hälfte 19. Jahrhundert | D-4-74-161-47          | Pfarrhof                                                        |
| Hauptstraße 23; Hauptstraße 21; Schloßberg 2 (Standort)  | Katholische Pfarrkirche St. Kilian                              | Langgestreckter Saalbau mit Mansardwalmdach eingezogenem Chor mit niedrigem Sakristeianbau, beide mit Walmdach, Westturm mit Laternenhaube mit spitzem Helm, massiv, verputzt, spätbarock, 1742–61 von Johann Jakob Michael Küchel; mit Ausstattung Ölberg, Sandsteinskulptur in Nische an der Turmsüdseite, 1785 von Johann Anton Moritz Kirchhofummauerung mit rundbogigen Eingangsportalen, Bruchstein und Werkstein, im Bereich der Tore verputzt, 1755 | D-4-74-161-11          | weitere Bilder                                                  |
| Judenberg (Standort)                                     | Jüdischer Friedhof                                              | Ummauerte Anlage mit Grabdenkmälern des 18./19. Jahrhunderts, ältester Grabstein 1732, letzte Bestattung 1894 | D-4-74-161-26          | weitere Bilder                                                  |
| Nähe Bahnhofstraße (Standort)                            | Stadel                                                          | Sandsteinquaderbau mit Satteldach und verbrettertem Giebel, Mitte 17. Jahrhundert | D-4-74-161-1           | BW                                                              |
| Nähe Egloffsteiner Straße (Standort)                     | Fachwerkstadel                                                  | Giebelständig, mit Satteldach, 18. Jahrhundert | D-4-74-161-5           | BW                                                              |
| Nähe Hauptstraße (Standort)                              | Sandsteinquaderstadel                                           | Mit Satteldach und Klebdach, giebelständig zur Hauptstraße gelegen, 1881 | D-4-74-161-2           | BW                                                              |
| Nähe Walter-Schottky-Straße (Standort)                   | Nepomuk-Figur                                                   | Sandstein, auf barockem Sockel, erste Hälfte 18. Jahrhundert | D-4-74-161-21          | BW                                                              |
| Schloßberg 2, am Kirchhof (Standort)                     | Altes Schulhaus, heute Pfarrheim                                | Zweigeschossiger Sandsteinquaderbau mit Satteldach, 1862/63 errichtet, 1885 aufgestockt, 1983–85 umfassende Sanierung | D-4-74-161-12          | Altes Schulhaus, heute Pfarrheim                                |
| Schloßberg 5 (Standort)                                  | Mikwe                                                           | Jüdisches Frauenbad, Sandstein, Mitte 14. Jahrhundert | D-4-74-161-13          | BW                                                              |
| Schloßberg 7 (Standort)                                  | Sogenanntes Fuchsenhaus                                         | Wohnstallbau, mit Walmdach, Erdgeschoss massiv, Fachwerkobergeschoss, 1698 | D-4-74-161-14          | Sogenanntes Fuchsenhaus                                         |
| Bei Schloßberg 8 (Standort)                              | Wegkreuz                                                        | Holzkreuz mit Korpus, gefasst, 18. Jahrhundert | D-4-74-161-50          | BW                                                              |
| Schloßberg 10; Nähe Schloßberg (Standort)                | Schloss                                                         | Dreigeschossiger Massivbau, aus zwei im Winkel aneinanderstoßenden Flügeln mit Walmdach und in den Hof vorspringendem Mittelbau mit Mansardwalmdach und achteckigem, von Zeltdach bekröntem Treppenturm, der Ostflügel mit Strebepfeilern und Standerker mit Renaissancedekor vor der Südwestecke und südlich angebautem zweigeschossigem Durchfahrtshaus mit Satteldach, Mittelbau im Kern spätmittelalterlich, Flügel Ende 16. Jahrhundert, 1710/18 völliger Umbau von Schloss und Nebengebäuden Schlosskapelle, in der Verlängerung des Durchfahrtshauses am Südflügel, mit nach Osten ausbuchtendem polygonalem Chor, massiv verputzt, Satteldach, Haubendachreiter, 1589–91, 1764 umgestaltet Stadel, im Westen auf die Schlosshofummauerung aufgesetzter eingeschossiger Putzbau, wohl massiv mit Walm- bzw. Halbwalmdachbau, 1736/37, westlich des Nordflügels Ehemalige Amtsknechtswohnung und Lange Stallung, langgestrecktes Wohnstallhaus, Satteldachbau aus zweigeschossigem Wohn- und eingeschossigem ehemaligem Stallteil, um 1710, parallel zum Ostflügel Ehemalige wehrhafte Ummauerung von Schlosshof und ehemaligem Schlossgarten, Rundbogentor, Maulscharten, an der Westfront beim Stadel Böschungspfeilern und halbrund vorspringende Rondelle, Naturstein, 16.–18. Jahrhundert Vom Schlosspark Reste des Wegesystems mit langer Achse zu Rondell mit barocker Sandsteinskulptur erhalten, 18. Jahrhundert | D-4-74-161-15 Wikidata | weitere Bilder                                                  |
| Trattstraße 1 (Standort)                                 | Kinderbewahranstalt                                             | Eingeschossiger Satteldachbau, massiv, verputzt, 1894 Mit giebelseitig angefügter neugotischer Kapelle, massiver Saalbau, verputzt, Satteldach quer zur Firstrichtung der Bewahranstalt, Giebeldachreiter, 1894 | D-4-74-161-16          | Kinderbewahranstalt                                             |
| Unterer Berg (Standort)                                  | Etwa 30 Felsenkeller                                            | Mitte 19. Jahrhundert bis Mitte 20. Jahrhundert | D-4-74-161-52          | weitere Bilder                                                  |
| Walter-Schottky-Straße 13; Nähe Bahnhofstraße (Standort) | Untere Mühle                                                    | Wassermühle, zweiflügeliger Satteldachbau auf Winkelgrundriss, Erdgeschoss massiv, Obergeschoss in Sichtfachwerk, nach Brand 1669 neu errichtet Stadel, Sandsteinquaderbau mit Satteldach, Mitte 17. Jahrhundert Wassergraben. | D-4-74-161-17          | weitere Bilder                                                  |
| Wehrstraße 8 (Standort)                                  | Fachwerkstadel                                                  | Mit Satteldach, 18. Jahrhundert | D-4-74-161-18          | BW                                                              |
| Wehrstraße 20 (Standort)                                 | Fachwerkstadel                                                  | Erdgeschossiger Satteldachbau auf Winkelgrundriss, zweite Hälfte 17. Jahrhundert und 1936 | D-4-74-161-19          | BW                                                              |

### Unterzaunsbach
| Lage                        | Objekt       | Beschreibung | Akten-Nr.     | Bild         |
| --------------------------- | ------------ | --- | ------------- | ------------ |
| Unterzaunsbach 6 (Standort) | Gemeindehaus | Frackdachhaus in Ecklage, massives verputztes Erdgeschoss, Fachwerkobergeschoss, Haubendachreiter, bezeichnet „1730“ | D-4-74-161-40 | Gemeindehaus |

### Urspring
| Lage                  | Objekt     | Beschreibung | Akten-Nr.     | Bild       |
| --------------------- | ---------- | --- | ------------- | ---------- |
| Badwiese (Standort)   | Wegkreuz   | Gusseisernes Kruzifix auf Steinsockel, bezeichnet „1895“ | D-4-74-161-51 | BW         |
| Urspring 2 (Standort) | Bauernhaus | Erdgeschossiges Wohnstallhaus mit Satteldach, massiv und Fachwerk, 18. Jahrhundert | D-4-74-161-41 | Bauernhaus |
| Urspring 3 (Standort) | Bauernhaus | Zweigeschossiger Satteldachbau eines vormaligen Wohnstallhauses, massives Erdgeschoss, Fachwerkobergeschoss, wohl erste Hälfte 18. Jahrhundert, in jüngerer Zeit beidseitig mit Zwerchhäusern ausgebaut | D-4-74-161-42 | BW         |

### Wannbach
| Lage                   | Objekt               | Beschreibung | Akten-Nr.     | Bild           |
| ---------------------- | -------------------- | --- | ------------- | -------------- |
| Wannbach 30 (Standort) | Ehemaliges Schulhaus | Verputzter massiver Walmdachbau, eingeschossig über hohem Sockelgeschoss, 1841 | D-4-74-161-46 | weitere Bilder |
| Wannbach 61 (Standort) | Gasthof              | Stattlicher zweigeschossiger Putzbau mit steilem Walm- bzw. Halbwalmdach, im Kern Fachwerk, im Kern 16./17. Jahrhundert, moderne Veränderungen und Anbauten                                                         | D-4-74-161-44 | Gasthof        |
| Wannbach 64 (Standort) | Wohnhaus             | Einziges erhaltenes Gebäude des ehemaligen Herrensitzes, eingeschossiges zweiflügeliges Walmdachhaus auf Winkelgrundriss, Bruchstein verputzt, mit Allianzwappenstein Egloffstein und Neustetter, bezeichnet „1558“ | D-4-74-161-45 | BW             |

## Abgegangene Baudenkmäler
In diesem Abschnitt sind Objekte aufgeführt, die früher einmal in der Denkmalliste eingetragen waren, jetzt aber nicht mehr existieren, z. B. weil sie abgebrochen wurden. Aktennummern in diesem Abschnitt sind ehemalige, jetzt nicht mehr gültige Aktennummern.

| Lage                   | Objekt              | Beschreibung | Akten-Nr.     | Bild |
| ---------------------- | ------------------- | --- | ------------- | ---- |
| Wannbach 32 (Standort) | Ehemalige Obstdarre | Giebelständiger verputzter Massivbau mit Satteldach, bezeichnet „1835“. Das Gebäude wurde mittlerweile abgebrochen. | D-4-74-161-49 | BW   |

## Ehemalige Baudenkmäler
In diesem Abschnitt sind Objekte aufgeführt, die früher einmal in der Denkmalliste eingetragen waren, jetzt aber nicht mehr. Objekte, die in anderem Zusammenhang – also z. B. als Teil eines Baudenkmals – weiter eingetragen sind, sollen hier nicht aufgeführt werden. Aktennummern in diesem Abschnitt sind ehemalige, jetzt nicht mehr gültige Aktennummern.

| Lage                      | Objekt          | Beschreibung | Akten-Nr.    | Bild            |
| ------------------------- | --------------- | --- | ------------ | --------------- |
| Hauptstraße 17 (Standort) | Kleinbauernhaus | Eingeschossiger giebelständiger Satteldachbau, Fachwerk, verputzt, im Kern um 1650, Veränderungen erste Hälfte 19. Jahrhundert | D-4-74-161-9 | Kleinbauernhaus |